# Proemi
S'anomena proemi el preludi d'un cant, exordi d'un discurs o preàmbul d'una obra. És un terme o concepte proper al de pròleg.

## Literatura
Als poemes èpics clàssics o classicistes, sempre s'esmenta la temàtica de l'obra a l'inici del proemi. Exemples: 
- proemi de la Ilíada: Μῆνιν ἄειδε θεὰ Πηληιάδεω Ἀχιλῆος ...
- proemi de l'Odissea: Ἄνδρα μοι ἔννεπε, Μοῦσα, πολύτροπον, ὃς μάλα πολλὰ ...
- proemi de l'Eneida: Arma virumque cano, Troiae qui primus ab oris ...

## Música
A l'antiguitat consistia el proemi en un fragment cantat que precedia les composicions que executaven els citaristes o, almenys, aquesta és l'accepció de la paraula grega emprada per Píndar. També s'anomenava així, no només el preludi en honor dels déus, especialment de Júpiter, sinó igualment de tot cant de caràcter religiós. Sembla que els himnes rebien de la mateixa manera el nom de proemis. Entre els autors principals d'aquest gènere de composicions se cita Terpandre (segle VII aC).